# فلومتازون
فلومتازون (به انگلیسی: Flumetasone) دارویی است که برای درمان پیودرم حاد و نیمه حاد، عفونتهای قارچی پوست، اگزمای عفونی استفاده می‌شود.

## ملاحظات
بر روی بافتهای ملتحمه نباید مالیده شود.